# باهابن د اسگبا
باهابن د اسگبا (به اسپانیایی: Bahabón de Esgueva) یک شهرستان در اسپانیا است.